# Priony
Priony (ang. prions, od proteinaceous infectious particles) – białkowe cząsteczki zakaźne, powstają z występujących powszechnie w wielu organizmach i całkowicie niegroźnych białek. Dopiero w sytuacji, gdy zmieniają one swoją naturalną konformację, stają się białkiem prionowym infekcyjnym.

## Historia
Termin „prion” został wprowadzony do literatury w roku 1982 na łamach „Science” przez Stanleya Prusinera. W tym samym roku wykryto białko prionu (PrP) i stwierdzono korelację między ilością białka a infekcyjnością materiału zakaźnego. Określenie sekwencji białka PrP poprzedziło zidentyfikowanie genu kodującego PrP (u człowieka ma nazwę PRNP).

## Teoria prionu
Koncepcja prionów jako czynników etiologicznych zbudowanych wyłącznie z białka (bez kwasów nukleinowych) wymaga przyjęcia całkowicie odmiennego sposobu ich powielania, gdyż nie zawierają one informacji genetycznej. Priony, infekcyjne cząsteczki białka, powodują choroby układu nerwowego zwierząt (m.in. scrapie u owiec i bydła) oraz człowieka (m.in. chorobę Creutzfeldta-Jakoba i kuru). Dużym echem obiło się w 1996 podejrzenie, że chorobą Creutzfeldta-Jacoba ludzie mogą zarażać się poprzez zjedzenie mięsa bydła chorego na BSE (tzw. „szalonych krów”). Zarówno w jednym, jak i drugim przypadku, czynnikiem powodującym chorobę są priony. Za badania nad prionami i sformułowanie rewolucyjnej teorii, że białka miałyby mieć charakter infekcyjny, Stanley Prusiner otrzymał w 1997 Nagrodę Nobla z dziedziny medycyny.
Ponieważ niemożliwy jest proces replikowania się cząsteczki białka bez udziału kwasu nukleinowego, zagadką było rozprzestrzenianie się i namnażanie patogenu. Odkrycie genu PRNP u człowieka i analogicznych genów (Prn-p) u większości zwierząt wyższych (wszystkich ssaków, gadów i płazów) przyniosło wniosek, że kodowane przez ten gen białko jest niezbędne w funkcjonowaniu niepoznanych jeszcze fizjologicznych procesów u tych organizmów. Porównanie cząsteczek białek PrP obecnych w tkankach zdrowych i w patologiach, takich jak scrapie, dowiodło, że mają one identyczną strukturę pierwszorzędową, ale różnią się strukturą drugorzędową, co wiąże się z odmiennymi właściwościami fizykochemicznymi. Białko PrP niewywołujące choroby (oznaczane PrPC, C z ang. cellular – komórkowe) posiada trzy α-helisy i dwie tzw. β-nici, natomiast białko PrP o domniemanym patogennym charakterze (oznaczane PrPSc, od scrapie) zawiera przewagę struktury tzw. harmonijki β. Białko PrPC jest całkowicie rozpuszczalne w wodzie, natomiast PrPSc jest nierozpuszczalne (stąd jedynie hipotetyczna jest struktura tego białka – nierozpuszczalność uniemożliwia wykonanie wielu badań analitycznych, np. rentgenografii strukturalnej formy krystalicznej). Najważniejszą tezą teorii prionu sformułowanej przez Prusinera jest, że białko PrPSc wpływa na cząsteczki białka PrPC, zmieniając ich konformację i zaburzając niepoznane jeszcze procesy, w których priony fizjologicznie biorą udział. Białko PrPSc jest trwałe i łatwo zakaża inne komórki, gdzie katalizuje przemianę obecnych tam cząsteczek PrPC w odmianę prionową.

## Choroby prionowe
Choroby prionowe, czyli zakaźne encefalopatie gąbczaste, to choroby układu nerwowego zwierząt spowodowane nagromadzeniem białek prionowych.

## Kontrowersje
Teoria prionu spotykała się od początku z dużym sceptycyzmem, ponieważ występowała przeciwko centralnemu dogmatowi biologii molekularnej – nieodwracalności procesu przejścia informacji genetycznej z kwasu nukleinowego do białek. Wyjaśnienie patogenezy chorób prionowych przy jednoczesnym wykazaniu braku kwasów nukleinowych w materiale zakaźnym spotkało się z niedowierzaniem i eksperymenty te wciąż są powtarzane. Na początku 2007 roku w „Proceedings of the National Academy of Sciences” ukazała się praca, której autorzy dowodzą obecności małych (25 nm średnicy) wirusopodobnych cząstek w zakaźnym materiale pozbawionym białek PrP, nawiązując do teorii o wirusowym charakterze czynnika scrapie.

## Priony w drożdżach
W 1997 roku naukowcy odkryli obecność prionów towarzyszących DNA drożdży. Po odwirowaniu DNA z komórek drożdży na dnie probówek z DNA zostawały mętne resztki, które później zidentyfikowano właśnie jako priony. Podczas podziału komórki DNA jest kopiowane, zaś priony ulegają podzieleniu na dwa identyczne białka, które następnie dobudowują sobie drugą część przez przemianę innego białka. Badacze doszli do wniosku, że priony są niezbędne do rozmnażania komórek drożdży.